# Régurgitation
Ne doit pas être confondu avec Vomissement.

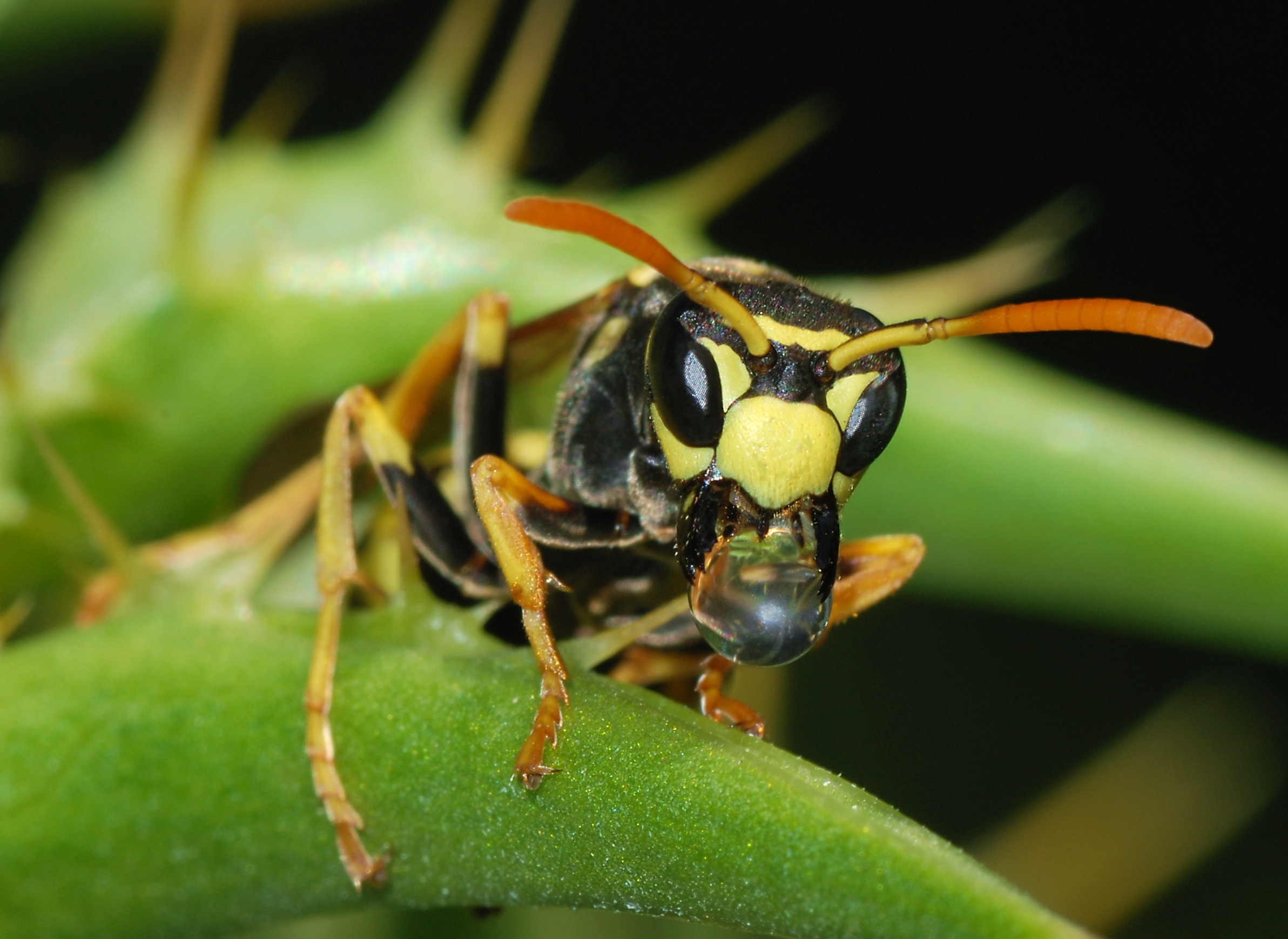
Une guêpe (Polistes dominula) avec une goute d'eau

En physiologie animale, la régurgitation  (du latin gurges gorge) désigne le phénomène du retour à la bouche du contenu de l'estomac ou de l'œsophage. De nombreux oiseaux régurgitent de la nourriture pour leurs oisillons, ainsi que certains mammifères (loups, renards, etc.).
En médecine, la régurgitation est un symptôme (différent du vomissement) fréquemment observé chez les nourrissons avant 4 mois (en raison de l'immaturité de leur appareil digestif, le sphincter entre l'estomac et l'œsophage n'étant pas encore totalement compétent), qui résulte d'une augmentation de la pression abdominale par rapport à la pression thoracique. Il en va cependant de même pour les adultes chez qui il est appelé reflux gastro-œsophagien. Une façon d'éviter la régurgitation est de rééquilibrer la pression entre les parties abdominale et thoracique. La façon la plus simple consiste à pratiquer quelques éructations volontairement. C'est d'ailleurs pour cette raison que l'on fait faire le rot aux nourrissons. Il est possible que des adultes aient également à le faire, particulièrement ceux souffrant d'une hernie hiatale.
La régurgitation ne doit pas être confondue avec le vomissement même si c'est souvent le cas par les patients : le vomissement est actif, avec un effort (pas toujours volontaire) du sujet. À l'inverse, la régurgitation est un phénomène passif, on ne s'en rend compte que lorsque l'on a un gout de bile dans la bouche (RGO).